# Recurvirostra
Recurvirostra é um género de aves da família Recurvirostridae.

## Lista de espécies
O género Recurvirostra compreende actualmente 4 espécies:
- Alfaiate-comum, Recurvirostra avosetta
- Alfaiate-americano, Recurvirostra americana
- Alfaiate-australiano, Recurvirostra novaehollandiae
- Alfaiate-andino, Recurvirostra andina